# Mea incudella
Mea incudella är en fjärilsart som beskrevs av Forbes 1931. Mea incudella ingår i släktet Mea och familjen äkta malar.
Artens utbredningsområde är Puerto Rico. Inga underarter finns listade i Catalogue of Life.